# Ко Ын
Ко Ын (кор. 고은, род. 1 августа (по другим сведениям — 11 апреля) 1933, Кунсан) — южнокорейский поэт и прозаик.
Считается самым плодовитым автором в корейской литературе XX века. Помимо стихотворений, автор прозаических сочинений, романов, эссе, газетных колонок и статей, драм, переводов из китайской классической поэзии.
По характеристике Питера Ли, известен, кроме плодовитости, широтой и глубиной воображения, искусным использованием языка.

## Биография
Родился в городе Кунсан (провинция Чолла-Пукто). Глубоко пережил Корейскую войну. В 1952 году стал буддистским монахом.
В 1962 году Ко Ын вернулся к мирской жизни. В 1963—1966 годах жил в Чеджудо, где основал сиротский приют. Затем переехал в Сеул, но и там не нашёл себя. Не в силах примириться с жизнью, в 1970 году предпринял попытку самоубийства.
В период Четвёртой республики развил активную борьбу за гражданские права. Несколько раз был арестован (1974, 1979, 1980, 1989). После военного переворота Чон Ду Хвана был приговорен к двадцатилетнему заключению, освобождён в августе 1982 года.
В 1983 году Ко Ын женился и поселился в городе Ансон, начался наиболее плодотворный этап его деятельности.
С 2007 года — приглашённый профессор в Сеульском национальном университете.

## Творчество
Ко Ын начал публиковаться в 1958 году.
Обеспечил свою поэтическую репутацию сборником «В деревне Муни» (кор. 문의(文義) 마을에 가서; 1974), в котором повторяются образы пути, странника, отделения и возврата домой. В 1970-е годы боролся за права человека и демократию против военного режима, в 1980-е посвятил несколько стихотворений жертвам восстания в Кванджу в мае 1980 года.
Ко Ын опубликовал множество сборников стихов, включая 15 или более томов в серии «Манинбо» (Manin po, «Мириады жизнеописаний», 1986—1997), в которой упомянул около 3000 людей, которых встречал, начав с близких родственников и завершая историческими личностями. Среди его произведений длинная повествовательная поэма о Корейской войне и два сборника о поездках в Северную Корею.
Его романы, в том числе «Цветочная гирлянда сутр» (Hvaŏm kyŏng, или Аватамсака-сутра, 1991; в англ. пер. Маленький странник, 2005) становились бестселлерами.
Прозаические биографические рассказы Ко Ына о персонажах корейской истории (Чумон, Ким Юсин и многие другие) подвергались критике за идеологическую предвзятость и дидактичность.

## Признание
Произведения переведены на английский, французский, немецкий, испанский, итальянский, шведский, датский, чешский, японский, китайский, вьетнамский, румынский и другие языки.
Лауреат ряда национальных и международных премий, среди которых — премия Манхэ (1998) и Гриффиновская поэтическая премия за жизненное достижение (2008), «Золотой венец» (2014). Неоднократно выдвигался и рассматривался в числе вероятных кандидатов на Нобелевскую премию по литературе.

## Публикации на русском языке
- И чёрный журавль спускался с небес. М.: Художественная литература, 2010.